# Spadafora
Pour les articles homonymes, voir Hugo Spadafora et Spadafora (homonymie).
Spadafora est une commune italienne de la province de Messine, dans la région Sicile.

## Administration
| Période                                  | Période | Identité | Étiquette | Qualité |
| ---------------------------------------- | ------- | -------- | --------- | ------- |
|                                          |         |          |           |         |
| Les données manquantes sont à compléter. |         |          |           |         |

### Hameaux
San Martino, Grangiara

### Communes limitrophes
Roccavaldina, Rometta, Venetico